# Белорусы в Канаде
Белорусы в Канаде (англ. Belarusians in Canada; бел. Беларусы Канады) — граждане или жители Канады белорусского происхождения. По данным переписи 2011 года 15 565 канадцев указали своё белорусское происхождение. Основные регионы проживания — провинции Онтарио и Квебек.

## История
После Второй мировой войны в Канаде осели около 60 тыс. белорусов. Оседали в основном в провинциях Онтарио, Квебек, Саскачеван, Альберта. Проживали в городах Торонто, Монреаль, Виннипег, Оттава. В 1948 году белорусскими эмигрантами была основана первая эмигрантская организация белорусов Канады — «Объединение белорусов Канады» (бел. Згуртаваньне беларусаў Канады), в 1952 — вторая: «Белорусское национальное объединение» (бел. Беларускае нацыянальнае аб'яднаньне). Для согласования работы белорусских организаций в 1966 был основан «Координационный комитет белорусов Канады» (бел. Каардынацыйны камітэт беларусаў Канады).